# Oberharzer Gräben

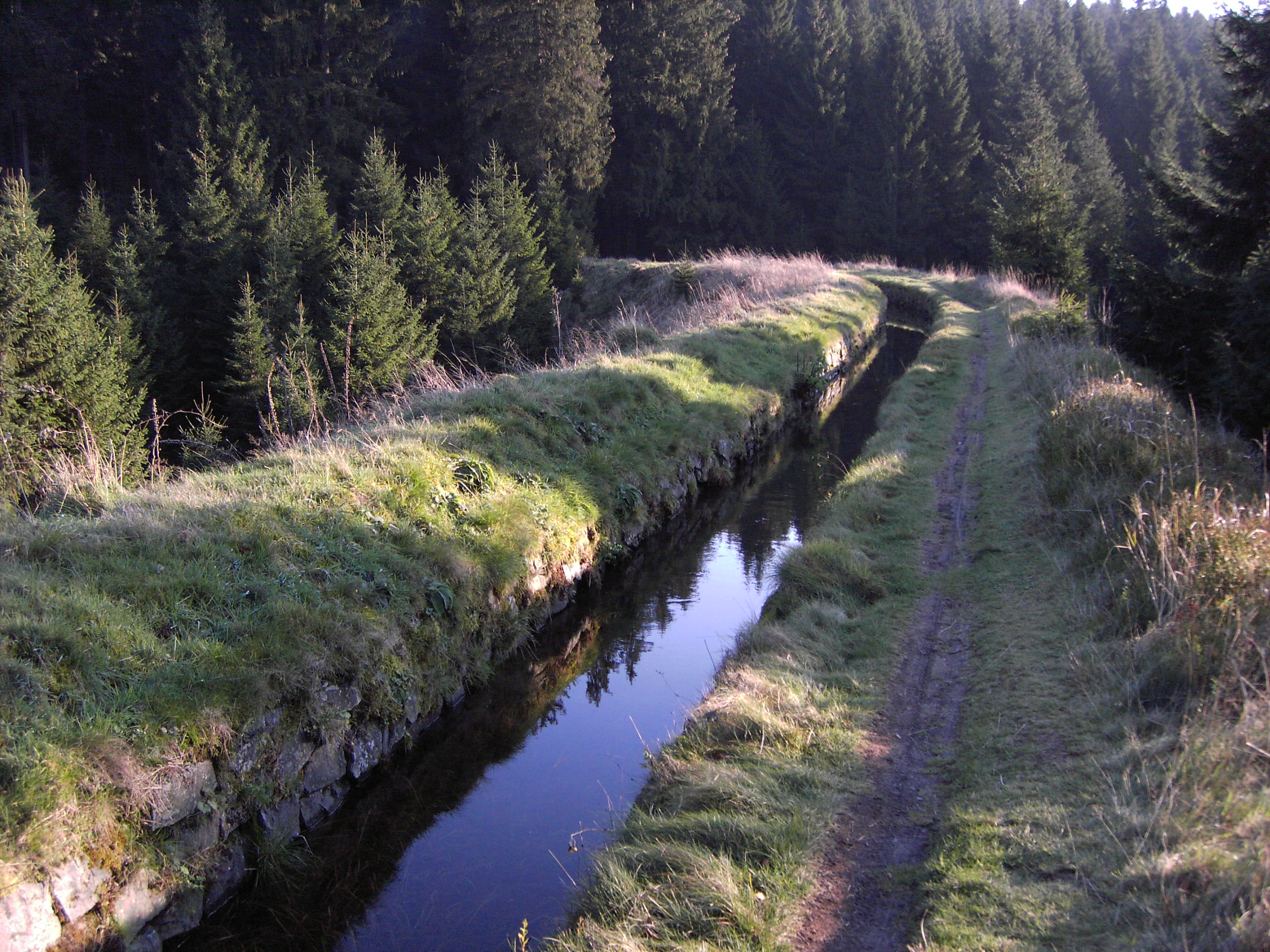
Hutthaler Graben

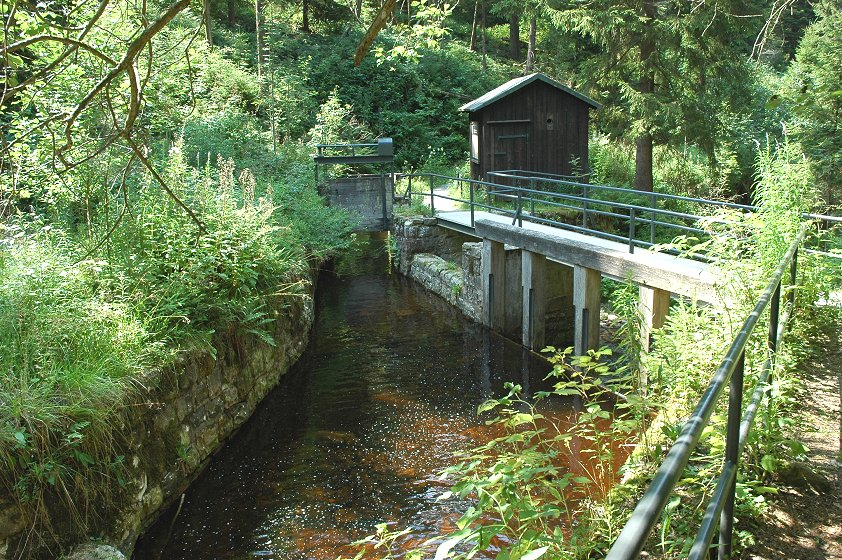
Fehlschlag am Dammgraben am Zulauf „Große Oker“

Die Oberharzer Gräben sind höhenlinienparallele Kunstgräben, die vom 16. bis zum 19. Jahrhundert im Oberharz zur Kraftwasserversorgung der Silberbergwerke angelegt wurden. Sie sind ein wesentlicher Bestandteil des Kulturdenkmales Oberharzer Wasserregal und zählen damit auch zum UNESCO-Weltkulturerbe.

## Bauart
Die Gräben bestehen aus dem Graben und der sogenannten Grabenbrust, die aus dem Erdaushub bei der Grabenanlage aufgeschüttet worden ist. Häufig wird die Grabenbrust mit Trockenmauerwerk vor Erosion geschützt. Die Grabenbrust dient meistens gleichzeitig als Kontrollweg für den Grabenwärter und stellt heute vielfach einen beliebten Wanderweg dar. Das Grabengefälle beträgt in der Regel nur 1–2 ‰ (also 1 bis 2 Millimeter pro Meter). Die Grabentrasse verläuft hierbei nahezu parallel zur Höhenlinie im Gelände.
Zum Schutz vor Versickerung sind Grabenbrust und Grabensohle meistens mit Rasensoden oder mit Lehm gedichtet worden. An den Zuläufen (Kreuzung mit Wildbächen) sind sogenannte Fehlschläge, kleine Wehrbauwerke, angeordnet, an denen auch die Wasserführung im Graben reguliert werden kann. Bei Hochwasser müssen diese zur Grabenentlastung „gezogen“, das heißt die Bretter entfernt werden.
Die hydraulische Leistungsfähigkeit der meisten Gräben liegt bei 100 bis 200 Liter pro Sekunde; beim Rehberger Graben bis zu 600 l/s und beim Dammgraben bis zu 1000 l/s.

## Betrieb und Wartung
Die Gräben müssen regelmäßig begangen und kontrolliert werden. Dies geschieht durch Grabenwärter, mitunter auch Grabengänger genannt. Dies waren ursprünglich ältere, invalide Bergleute, die den Dienst unter Tage nicht mehr verrichten konnten. Zu ihren Arbeiten gehören die regelmäßige Reinigung der Gräben von Laub, Zweigen, Ästen und Bruchholz. Des Weiteren sind die Gräben möglichst optimal zu regulieren. Auch die Durchführung kleinerer Reparaturen sowie die Entfernung von Sedimenten gehören zu ihrem Aufgabengebiet.

## Liste der Oberharzer Gräben

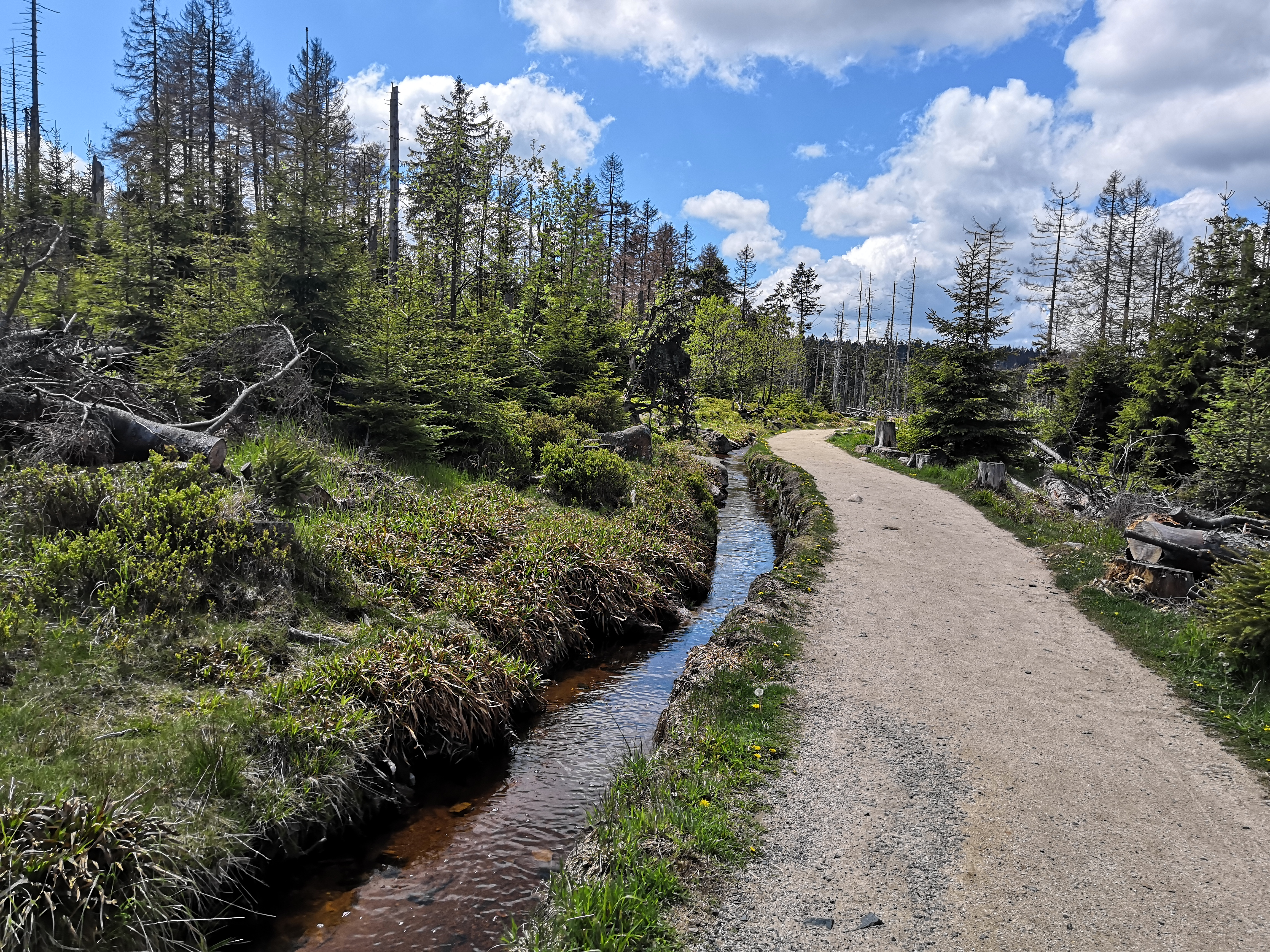
Begleitung auf dem Goetheweg – der Abbegraben

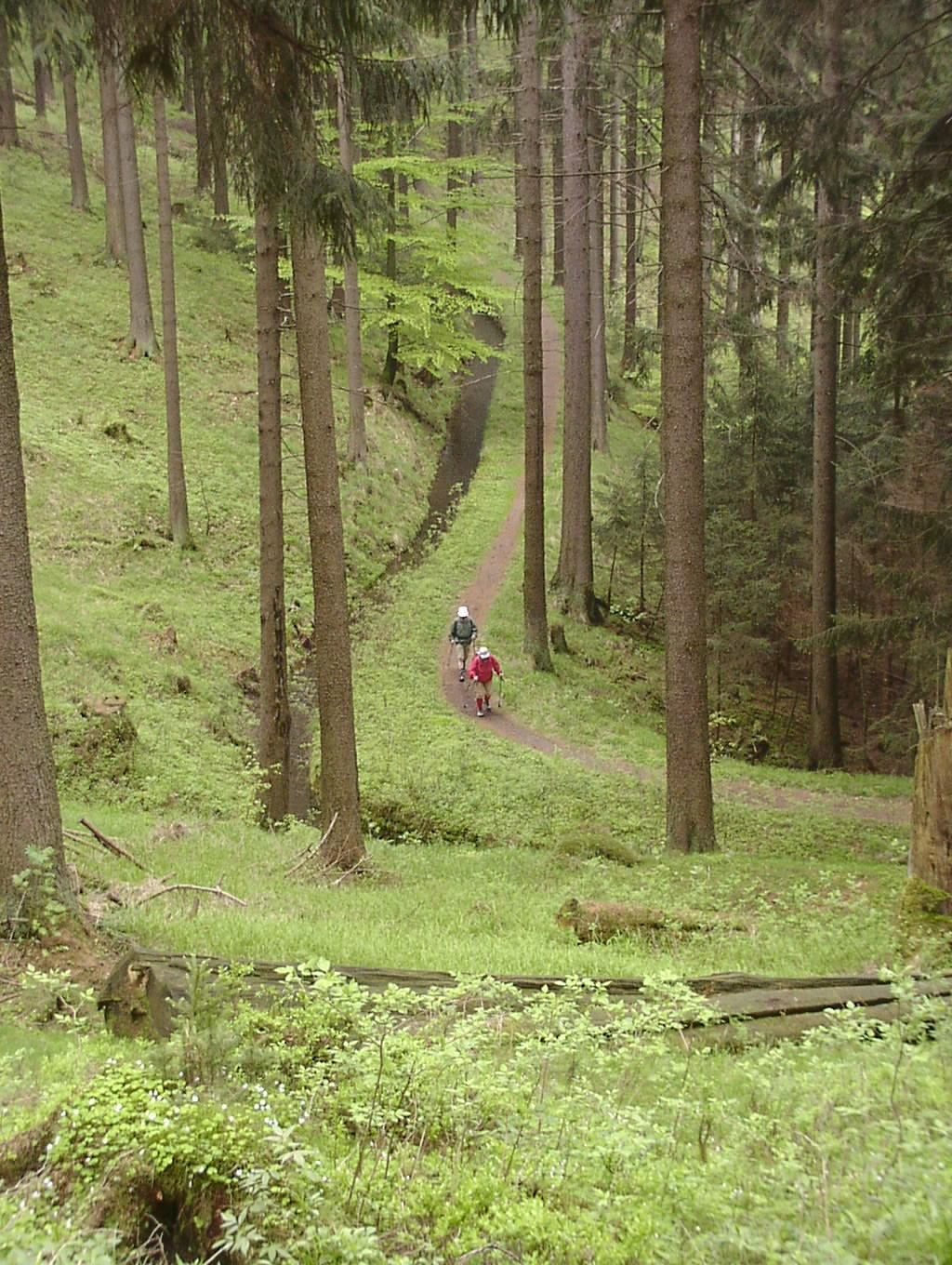
Wanderer am Morgenbrodstaler Graben bei Dammhaus

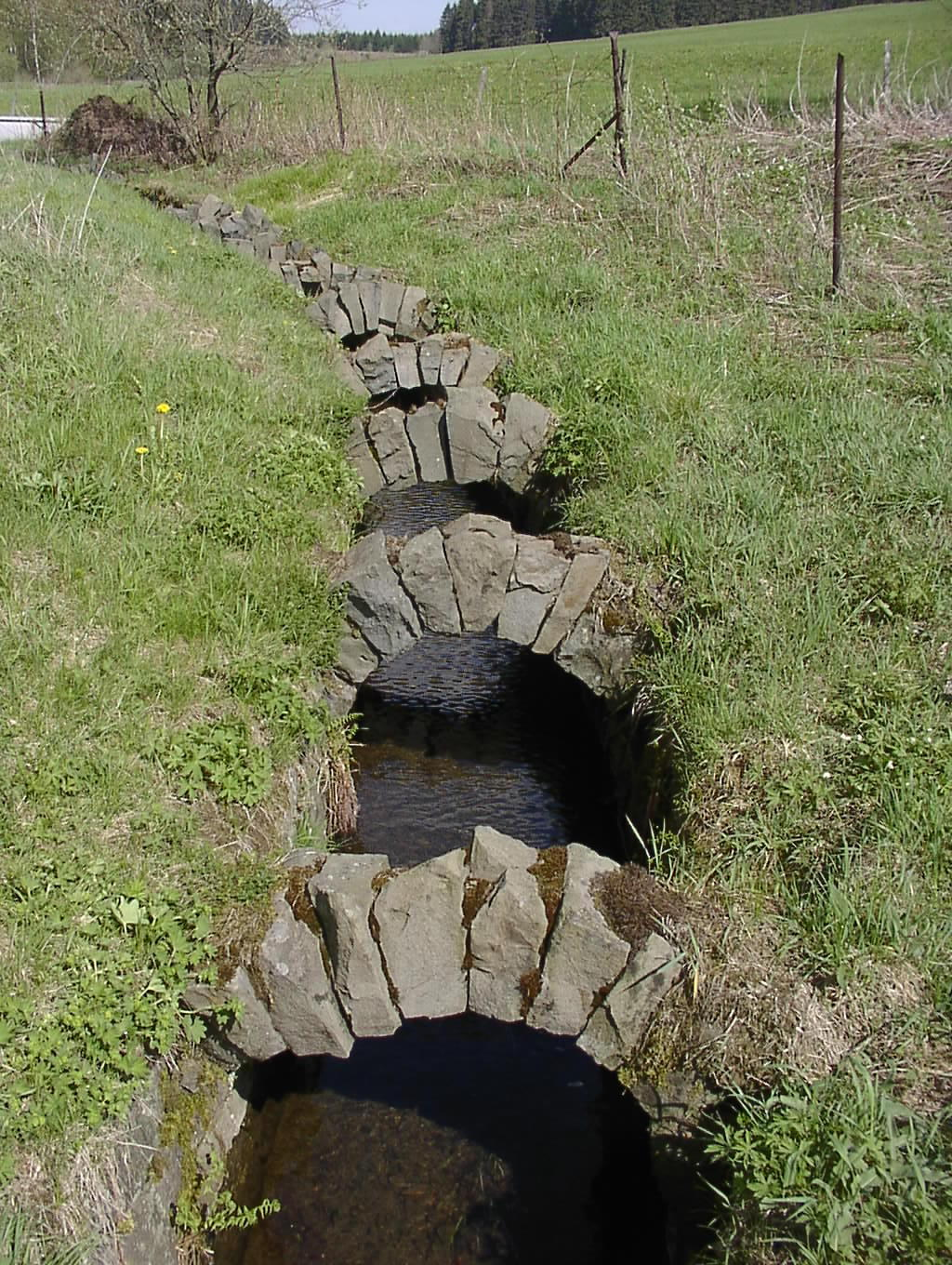
Zellerfelder Kunstgraben mit Gewölbebögen

Folgend sind die Oberharzer Gräben nach dem System der Preussag gelistet, das die Gräben nach den Kraftwerken, die beliefert werden konnten, sortierte. Zunächst sind nur die aktiven, von den Harzwasserwerken betriebenen Gräben aufgeführt:
| Name                                                  | Bauzeit   | Länge    | Verlauf |
| ----------------------------------------------------- | --------- | -------- | --- |
| Abbegraben                                            | 1827      | 01.667 m | Ableitung der Abbe östl. Torfhaus zum Dammgraben                                                                  |
| Flörichshaier Graben                                  | 1827      | 01.311 m | Teilgebiet der Oder westl. Torfhaus zum Dammgraben                                                                |
| Clausthaler Flutgraben                                | 1827      | 04.116 m | Ableitung vom Quellgebiet der Sieber und der Sonnenkappe zum Dammgraben                                           |
| Nabetaler Graben                                      | vor 1720  | 0254 m   | Leitet das den Nabetaler Wasserfall herabstürzende Wasser an einer geeigneten Stelle in den Dammgraben ein        |
| Dammgraben                                            | 1732–1827 | 15.409 m | Vom Brocken-Bruchberggebiet bis zum Oberen Hausherzberger Teich                                                   |
| Morgenbrodstaler Graben                               | 1715      | 04.111 m | Ableitung des Oberlaufs der Söse zum Dammgraben                                                                   |
| Huttaler Graben                                       | 1763      | 01.168 m | Verbindung Huttaler Teich (†) zur Huttaler Widerwaage                                                             |
| Jägersbleeker Graben                                  |           | 0726 m   | vom Jägersbleeker Teich zum Fortuner Wasserlauf                                                                   |
| Dorotheer Kehrradsgraben                              |           | 0903 m   | Hirschler Teich zum Kehrrad (Durchmesser 8,6 m) der Grube Dorothea                                                |
| Feldgraben                                            |           | 02.112 m | vom südlichen Clausthaler Stadtgebiet zum Mittl. Pfauenteich                                                      |
| Kellerhalser Graben                                   |           | 0508 m   | Umgehung des Oberen Kellerhalsteiches                                                                             |
| Oberer Schalker Graben                                |           | 03.466 m | vom südlichen Gebiet der Schalke nach Hahnenklee, ursprüngliche Länge fast 9 km                                   |
| Unterer Schalker Graben                               |           | 02.721 m | vom südl. Gebiet der Schalke in den Kiefhölzer Teich                                                              |
| Zankwieser Grundgraben (auch Kahleberger Bruchgraben) |           | 0329 m   | Von Widerwaage Zankwieser Teich in den Kiefhölzer Teich                                                           |
| Zellerfelder Kunstgraben                              |           | 04.839 m | ursprünglich 6,19 km lang vom Mittl. Kellerhalsteich nach Zellerfeld                                              |
| Ringer Graben                                         |           | 0383 m   | vom Grundstriegel Mittl. Zechenteich zum Ringer Zechenhaus                                                        |
| Oberer Einersberger Graben                            |           | 01.250 m | vom Grundstriegel Mittl. Zechenteich in Richtung Einersberg                                                       |
| 4. Pochgraben                                         |           | 0991 m   | im Zellerfelder Tal, parallel zum Zellbach                                                                        |
| Eschenbacher Flutgraben                               |           | 0874 m   | vom Zellweg (Zellerfeld) in den Unt. Eschenbacher Teich                                                           |
| Oberer Eschenbacher Fallgraben                        |           | 0350 m   | vom Unt. Eschenb. Teich (ob. Fall) zum „Schinderloch“                                                             |
| Unterer Eschenbacher Fallgraben                       |           | 0291 m   | vom Unt. Eschenb. Teich (Unt. Fall) zum Zellbach                                                                  |
| Bremerhöher Graben                                    |           | 01.287 m | vom Schinderloch (Zellbach) zum Rosenhöfer Revier                                                                 |
| Schmidtsgraben                                        |           | 0453 m   | Umleitung des Flambaches um die beiden Flambacher Teiche                                                          |
| Taubefrauer Graben                                    |           | 0574 m   | Östlicher Zuleitungsgraben für den Sumpfteich                                                                     |
| Wäschegraben                                          |           | 0420 m   | vom Grundstriegel Mittl. Grumbacher Teich                                                                         |
| Heckegraben                                           |           | 0326 m   | Teil des Unteren Rosenhöfer Falls Bereich Pixhaier Mühle                                                          |
| Harteweger Graben                                     |           | 01.264 m | Leitet heute den Überlauf des Mittleren Kellerhalsteiches am Unteren Kellerhalsteich und an der Untermühle vorbei |
| Grumbacher Graben                                     |           | 01.145 m | leitet heute den Grumbach am Unteren Grumbacher Teich vorbei                                                      |
| Stadtweger Grundgraben                                |           | 0193 m   | vom Grundstriegel Stadtweger Teich Umgehung des unterhalb gelegenen Mühlenteiches                                 |
| Jungfrauer Graben                                     |           | 0300 m   | vom Winterwieser Wasserlauf in den Mittleren Zechenteich                                                          |
| Elisabether Graben                                    |           | 0300 m   | Umgehung Unt. Pfauenteich, früher auch als Teil des Dammgrabens angesehen                                         |
| Oberer Rosenhöfer Fall                                |           | 01.299 m | Besteht aus vier Grabenzwischenstücken zwischen den Wasserläufen des ORF                                          |
| Unterer Rosenhöfer Fall                               |           | 0637 m   | vier Grabenzwischenstücke zwischen den Wasserläufen des URF                                                       |
| Hühnerbrühe Graben                                    | nach 1725 | 0775 m   | Umleitung der Hühnerbrühe in den Oderteich (westl. Oderteich)                                                     |
| Königsköpfer Graben                                   | nach 1725 | 01.467 m | Umleitung von mehreren Bächen des Königskopfes in den Oderteich (von Osten)                                       |
| Rehberger Graben                                      | 1699      | 07.211 m | vom Grundstriegel des Oderteiches nach Sankt Andreasberg                                                          |
| Sonnenberger Graben                                   | vor 1600  | 03.619 m | von Teilen des Sonnenberges in den Rehberger Graben                                                               |